# 長田彰文
長田 彰文（ながた あきふみ、1958年2月25日 - ）は、日本の歴史学者・政治学者。専門は、アジア・太平洋国際関係史、日韓関係史、日米関係史。上智大学教授。

## 人物
- 1958年2月、大阪府生まれ。
- 1981年3月、早稲田大学政治経済学部経済学科卒業
- 1986年3月、京都大学法学部卒業
- 1989年3月、一橋大学大学院法学研究科修士課程修了、指導教官有賀貞[1]
- 1992年3月、一橋大学大学院法学研究科博士課程単位修得退学
- 1994年5月、論文「朝鮮独立運動と国際関係 -三・一運動と日米 」で一橋大学より博士（法学）の学位を取得[2]。
- 1992年4月～1994年3月、鹿児島大学法文学部専任講師・助教授
- 1994年4月～2004年3月、上智大学文学部史学科助教授
- 2001年3月～2002年3月、大韓民国・ソウル大学校国際地域院（現在、国際大学院）客員研究員
- 2004年4月～　　上智大学文学部史学科教授
- 2009年4月～2010年3月　アメリカ・コロンビア大学東アジア研究所客員研究員

## 著書

### 単著
- 『セオドア・ルーズベルトと韓国―韓国保護国化と米国』未來社、1992年10月、243頁。  ISBN 978-4624420383
- 『日本の朝鮮統治と国際関係―朝鮮独立運動とアメリカ 1910-1922』平凡社、2005年2月、527頁。ISBN 978-4582454314